# レネー・フェリス・スミス
レネー・フェリス・スミス（Renée Felice Smith、1985年1月16日 - ）は、アメリカ合衆国の女優。
愛称：　ネイネイ

出生地：　アメリカ合衆国ニューヨーク州ニューヨーク市
活動分野：　女優、監督、プロデューサー、作家、慈善家
身長：　156 ㎝
体重：　51 kg
胸囲：　84㎝
ウエスト：　61㎝
ヒップ：　86㎝
ブラカップサイズ：　Ａ
出身校：　
パッチョーグ・ミッドフォード高校（ロングアイランド、ＮＹ）、
ＮＹ大学ティシュー芸術学部（ジャーナリズム＆歴史専攻）、
Stonestreet Studio Conservator、
リー・ストラスバーグ・インスティチュート、

## 出演作品
- デタッチメント 優しい無関心
- NCIS:LA 〜極秘潜入捜査班 シリーズ（ネル・ジョーンズ）